# Plectris mandli
Plectris mandli är en skalbaggsart som beskrevs av Frey 1967. Plectris mandli ingår i släktet Plectris och familjen Melolonthidae. Inga underarter finns listade i Catalogue of Life.